# تاتسویا کوماگای
تاتسویا کوماگای (انگلیسی: Tatsuya Kumagai؛ زادهٔ ۲۵ سپتامبر ۱۹۹۲) بازیکن فوتبال اهل ژاپن است.